# Petrified Forest National Park

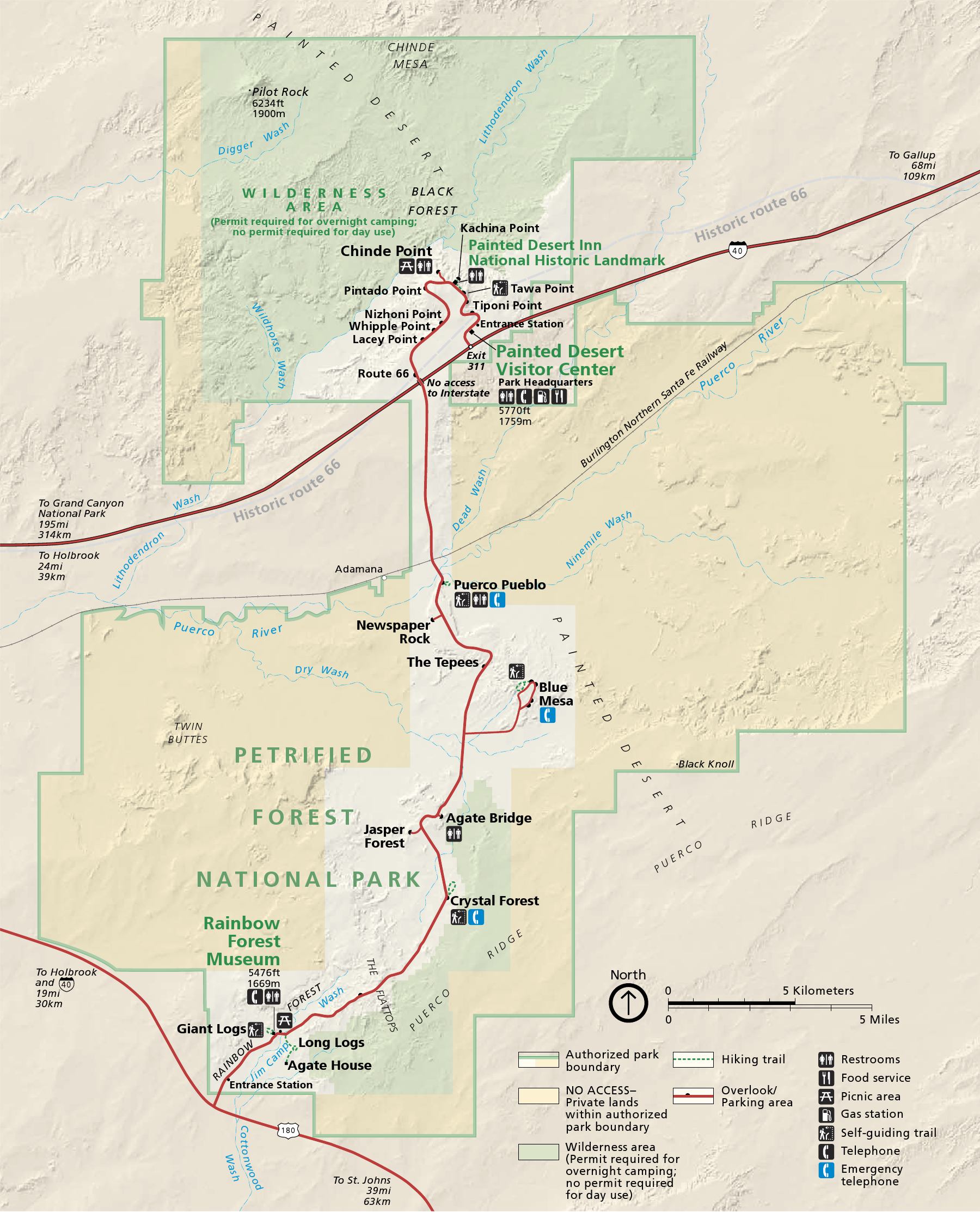
Kaart

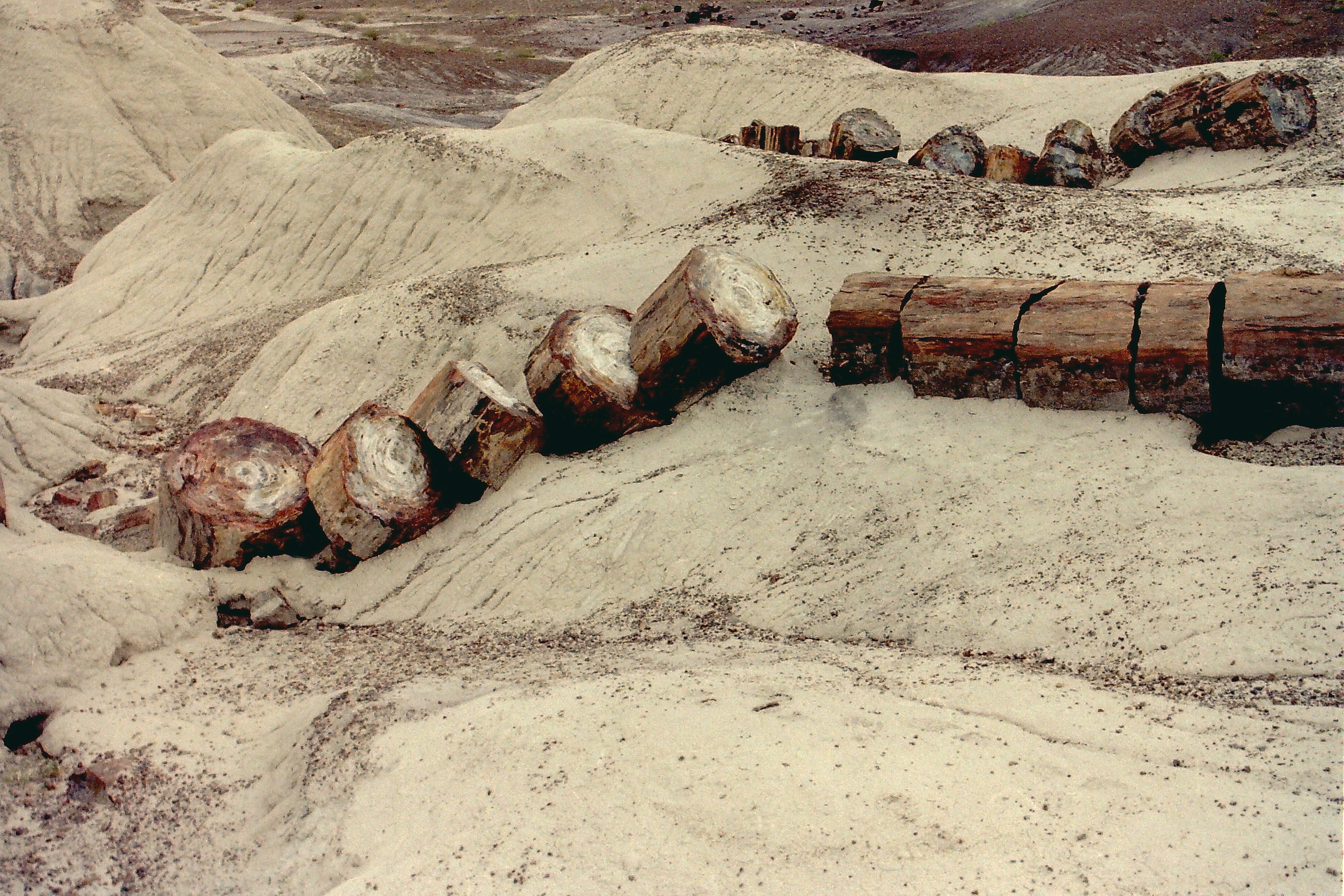
Versteende boomstammen in Petrified Forest National Park

Petrified Forest National Park is een nationaal park in het noordoosten van de staat Arizona, Verenigde Staten van Amerika. Het park heeft een oppervlakte van 88.500 hectare. Petrified Forest National Park is bekend door de vele versteende bomen, vooral van de soort Araucarioxylon arizonicum, die zich in het park bevinden en opvallend gekleurd zijn. Maar er worden ook tal van andere fossielen gevonden, zowel van planten als dieren.
Tegenwoordig is het gebied voornamelijk een woestijnlandschap. Dit was tijdens het Laat-Trias, ongeveer 225 miljoen jaar geleden, anders. Enorme bossen met gigantische sequoia’s bedekten laaggelegen moerasgebieden. Vermoedelijk een grote vulkaanuitbarsting heeft dit gebied uiteindelijk verwoest. Boomstammen werden onder water door een dikke laag vulkaanas en modder begraven. Door de jaren heen drong water met silicium, een mineraal dat veel voorkomt in vulkaanas, door in de stammen. Het silicium werkte als een natuurlijke conservering en zorgde ervoor dat het hout in kwarts veranderde. Toen het zuidwesten van de Verenigde Staten begon te stijgen en het huidige landschap werd gevormd kwamen op enkele plaatsen, waaronder in Petrified Forest National Park in Arizona, de versteende boomstammen mede door wind- en watererosie weer aan de oppervlakte te liggen. Op de diefstal van versteend hout worden hoge boetes geheven.

## Geschiedenis
Het gebied van Petrified Forest werd in 1906 uitgeroepen tot Nationaal Monument. Op 9 december 1962 kreeg Petrified Forest de status van nationaal park.

## Paleontologische vondsten
Tijdens het Laat-Trias lag het gebied van het Nationaal park Petrified Forest in de tropische regio en moeraslanden domineerden het landschap. Een groot aantal reptielen, amfibieën, vissen en ongewervelde dieren die destijds ter plaatse leefden, zijn door middel van fossielen bekend.

### Vissen
Aangezien het Nationaal park Petrified Forest tijdens het Laat-Trias een waterrijk gebied was, zijn diverse vissenfossielen gevonden in het gebied. Hierdoor bevinden zich onder meer de zoetwaterhaaien Xenacanthus en Lissodus. Beide haaien waren relatief klein (respectievelijk 100 en 25 cm) en joegen in de moerassen op schaaldieren, vissen en kleine amfibieën. Andere vissen die als fossiel bewaard zijn gebleven, zijn onder andere de longvis Arganodus en de aan de coelacant verwante Chinlea. Een andere waterbewoner uit Petrified Forest National Park was de degenkrab Kouphichnium.

### Amfibieën
Een van de meest algemene dieren in Petrified Forest National Park is Koskinonodon, een amfibie uit de groep Labyrinthodontia en nauw verwant aan de meer bekendere Metoposaurus . Koskinonodon was een drie meter lang roofdier dat vanuit het water op allerlei diersoorten joeg. Een kleinere verwant, Apachesaurus  is ook gevonden.

### Archosauriërs
De Archosauria was de dominante diergroep tijdens het Laat-Trias in het Nationaal park Petrified Forest en de rest van de wereld en deze groep omvatte zowel herbivoren als carnivoren. Tot de Triassische archosauriërs behoren onder meer de phytosauriërs, aetosauriërs, rauisuchiërs, krokodilachtigen en dinosauriërs. De phytosauriërs waren reptielen die wat betreft leefwijze en uiterlijk sterk leken op de hedendaagse krokodillen. Sommige soorten konden een lengte van 12 m bereiken. Drie geslachten van phytosauriërs zijn in het park gevonden: Smilosuchus, Leptosuchus en Pseudopalatus. De aetosauriërs waren 3-4.5 m lange zwaar gepantserde reptielen. De korte bek en de stompe tanden wijzen er op dat deze dieren planteneters waren. Desmatosuchus  is het bekendste geslacht uit deze groep. De rauisuchiërs waren grote vleesetende reptielen met grote koppen en scherpe tanden. Het waren de toproofdieren van het park. Postosuchus en Poposaurus hadden een lengte van zes meter, Chatterjeea was kleiner. Naast de krokodilachtige phytosauriërs waren ook verwanten van de echte krokodillen aanwezig in het gebied tijdens het Laat-Trias. Deze zogenaamde crocodylomorphen waren echter kleine, slankgebouwde landdieren, in tegenstelling tot hun hedendaagse verwanten. Voorbeelden van crocodylomorphen uit het park zijn de carnivore Hesperosuchus en Revueltosaurus. Van deze laatste soort werd aanvankelijk gedacht dat het een primitieve plantenetende dinosauriër was, totdat de vondst van een vrijwel compleet skelet aantoonde dat het om een plantenetende krokodilachtige ging. Revueltosaurus was slechts 1.2 m lang.

### Dinosauriërs
Tot de Archosauria behoren ook dinosauriërs. Deze dieren vormden tijdens het Laat-Trias echter nog maar een klein onderdeel van de fauna. De meeste soorten waren kleine tweevoetige roofdieren. In het Petrified Forest National Park zijn de fossielen gevonden van de theropoden Coelophysis, Camposaurus en Chindesaurus. Coelophysis is hiervan de bekendste dinosauriër, vooral door vondsten die gedaan zijn bij Ghost Ranch in New Mexico. Dit reptiel was ongeveer 2.4 m lang.

### Therapsiden
De therapsiden waren dieren met diverse zoogdierachtige kenmerken. Hierdoor staan ze ook wel bekend als “zoogdierreptielen”, hoewel deze term in onbruik is geraakt in wetenschappelijke kringen. Delen van het skelet van de soort Placerias hesternus  zijn gevonden in het Petrified Forest National Park, maar dit dier is beter bekend van andere locaties. In een mijn bij St. Johns, een plaatsje vlak bij het nationale park, zijn tientallen vrijwel complete skeletten van Placerias gevonden. Placerias was een grote planteneter, met een lengte tot 2.7 m en een gewicht van ongeveer 1800 kg. In het Petrified Forest National Park zijn verder kiezen van een cynodont gevonden. Deze kiezen lijken sterk op die van de bekende cynodont Thrinaxodon , maar suggereren een veel groter dier.